# Allarme mortale
Allarme mortale (The Alarmist) è una commedia nera diretta Evan Dunsky, basata sulla piéce Life During Wartime di Keith Reddin.